# Tibouchina naudiniana
Tibouchina naudiniana är en tvåhjärtbladig växtart som först beskrevs av Joseph Decaisne, och fick sitt nu gällande namn av Célestin Alfred Cogniaux. Tibouchina naudiniana ingår i släktet Tibouchina och familjen Melastomataceae. Inga underarter finns listade i Catalogue of Life.